# Karl-Heinz Kamp (Politikwissenschaftler)
Karl-Heinz Kamp (* 21. Juni 1957 in Bonn) ist ein deutscher Politikwissenschaftler. Von 2015 bis 2019 war er Präsident der Bundesakademie für Sicherheitspolitik. Seit Oktober 2019 ist er Sonderbeauftragter des Politischen Direktors im Bundesministerium der Verteidigung in Berlin.

## Leben
Karl-Heinz Kamp studierte von 1980 bis 1985 Geschichts- und Sozialwissenschaften an der Rheinischen Friedrich-Wilhelms-Universität Bonn. Im Anschluss an das Staatsexamen erhielt er von 1986 bis 1988 ein sicherheitspolitisches Stipendium beim Forschungsinstitut der Deutschen Gesellschaft für Auswärtige Politik (DGAP) in Bonn. 1988 war er Research Fellow am Center for Science and International Affairs der John F. Kennedy School, Harvard University in Cambridge, Massachusetts. 1993 promovierte er an der Universität der Bundeswehr Hamburg mit der Dissertation Die Rolle nuklearer Kurzstreckenwaffen im Rahmen des "Overall Strategic Concept for the Defence of the NATO Area" (MC 14/3) zum Dr. rer. pol. .
Ab 1988 war er wissenschaftlicher Mitarbeiter im Forschungsinstitut, von 1992 bis 2000 Abteilungsleiter Außen- und Sicherheitspolitik und von 2000 bis 2003 Leiter der Abteilung „Planung und Grundsatzfragen“ der Konrad-Adenauer-Stiftung in Sankt Augustin bei Bonn. Während dieser Zeit war er als sicherheitspolitischer Referent befristet zum Planungsstab des Auswärtigen Amtes abgeordnet (1997–1998). Von 2003 bis 2007 war Kamp Koordinator Sicherheitspolitik der Konrad-Adenauer-Stiftung. 2007 wechselte Kamp als Research Director zum NATO Defense College, Rom. Anschließend war er von 2013 bis 2015 als Direktor Weiterentwicklung an der Bundesakademie für Sicherheitspolitik in Berlin tätig. Zum 1. Oktober 2015 übernahm er die Leitung der Akademie als Präsident.
Im Jahre 1999 erhielt er einen Lehrauftrag am Institut für politische Wissenschaft der Universität zu Köln, außerdem war er Gastdozent am NATO Defense College in Rom und am Genfer Zentrum für Sicherheitspolitik. Von 2005 bis 2013 war er Mitglied des Beirats der Bundesakademie für Sicherheitspolitik und 2009 Berater in der „NATO Group of Experts on the New Strategic Concept“, berufen durch deren Vorsitzende, Madeleine Albright, ehemalige Außenministerin der Vereinigten Staaten. Er ist ferner unter anderem Mitglied des International Institute for Strategic Studies in London, der Deutschen Gesellschaft für Auswärtige Politik, der Deutsch Atlantischen Gesellschaft, der Arbeitsgemeinschaft für Internationale Politik und Sicherheit und verschiedener Beiräte, Autor von über 400 Fachartikeln zur Außen- und Sicherheitspolitik sowie Mitherausgeber der seit 2017 erscheinenden Zeitschrift Sirius. Zeitschrift für Strategische Analysen.